# Brian De Palma
Brian Russell De Palma (Newark, 11 de setembro de 1940) é um cineasta estadunidense de origem italiana.
Os seus trabalhos exploram principalmente temas de suspense, assassinato, e desordem psíquica, entre outros. Seu estilo é influenciado pelas obras do diretor inglês Alfred Hitchcock. Trágica Obsessão (1976) e Vestida para Matar (1980) são obras de De Palma claramente inspiradas em Hitchcock.
De Palma, filho de um cirurgião ortopédico, ex-combatente da Segunda Guerra Mundial, interessou-se por cinema durante a faculdade de física que cursou. Depois de se formar na Universidade Columbia, em Nova York (1962), ele aceitou uma bolsa de teatro no Sarah Lawrence College, Bronxville, Nova York (1964). Foi casado, de 1979 a 1984, com a atriz Nancy Allen, que estrelou alguns de seus filmes do período, como Vestida para Matar e Blow Out.

## Filmografia
| Título original                                       | Título no Brasil                   | Título em Portugal          | Ano                     |
| ----------------------------------------------------- | ---------------------------------- | --------------------------- | ----------------------- |
| Domino                                                | Domino - A Hora da Vingança        |                             | 2019                    |
| Passion                                               | Paixão                             | Paixão                      | 2012                    |
| Redacted                                              | Guerra Sem Cortes                  | Censurado                   | 2007                    |
| The Black Dahlia                                      | A Dália Negra                      | A Dália Negra               | 2006                    |
| Femme Fatale                                          | Femme Fatale                       | Mulher Fatal                | 2002                    |
| Mission to Mars                                       | Missão Marte                       | Missão a Marte              | 2000                    |
| Snake Eyes                                            | Olhos de Serpente                  | Os Olhos da Serpente        | 1998                    |
| Mission: Impossible                                   | Missão Impossível                  | Missão Impossível           | 1996                    |
| Carlito's Way                                         | O Pagamento Final                  | Perseguido pelo Passado     | 1993                    |
| Raising Cain                                          | Síndrome de Caim                   | Em Nome de Caim             | 1992                    |
| The Bonfire of the Vanities                           | A Fogueira das Vaidades            | A Fogueira das Vaidades     | 1990                    |
| Casualties of War                                     | Pecados de Guerra                  | Corações de Aço             | 1989                    |
| The Untouchables                                      | Os Intocáveis                      | Os Intocáveis               | 1987                    |
| Wise Guys                                             | Quem Tudo Quer, Tudo Perde         | Os Espertalhões             | 1986                    |
| Body Double                                           | Dublê de Corpo                     | Testemunha de um Crime      | 1984                    |
| Scarface                                              | Scarface                           | Scarface - A Força do Poder | 1983                    |
| Blow Out                                              | Um Tiro na Noite                   | Blow Out - A Explosão       | 1981                    |
| Dressed to Kill                                       | Vestida para Matar                 | Vestida para Matar          | 1980                    |
| Home Movies                                           | Terapia de Doidos                  |                             | 1979                    |
| The Fury                                              | A Fúria                            | A Fúria                     | 1978                    |
| Carrie                                                | Carrie, A Estranha                 | Carrie                      | 1976 Carrie, a Estranha |
| Obsession                                             | Trágica Obsessão                   | Obsessão                    | 1976 Carrie, a Estranha |
| Phantom of the Paradise                               | O Fantasma do Paraíso              | Fantasma do Paraíso         | 1974                    |
| Sisters                                               | Irmãs Diabólicas                   |                             | 1973                    |
| Get to Know Your Rabbit                               | O Homem de Duas Vidas              |                             | 1972                    |
| Dionysus in '69                                       | Dionysus                           |                             | 1970                    |
| Hi, Mom                                               | Olá, Mamãe!                        |                             | 1970                    |
| The Wedding Party                                     | Festa de Casamento                 |                             | 1969                    |
| Greetings                                             | Quem Anda Cantando Nossas Mulheres |                             | 1968                    |
| Murder À La Mod                                       | Murder À La Mod                    |                             | 1968                    |
| The Responsive Eye                                    |                                    |                             | 1966                    |
| Show Me A Strong Town And I'll Show You A Strong Bank |                                    |                             | 1966                    |
| Bridge That Gap                                       |                                    |                             | 1965                    |
| Jennifer                                              |                                    |                             | 1964                    |
| Woton's Wake                                          |                                    |                             | 1962                    |
| 660124 The Story Of An IBM Card                       |                                    |                             | 1961                    |
| Icarus                                                |                                    |                             | 1960                    |